# William Harbord (1er baronnet)
William Harbord, 1er baronnet (environ 1696- 17 février 1770), de Gunton et Suffield, Norfolk, est un propriétaire terrien et un homme politique anglais qui siège à la Chambre des communes de 1734 à 1754. 

## Jeunesse
Il est le fils de William Morden, fils aîné de John Morden de Suffield et de son épouse Judith Cropley, fille de William Cropley de Shelland dans le Suffolk. Il va à l'école à Thurlow et à Bury St Edmunds avant d'être admis au Caius College de Cambridge le 4 février 1713 à l'âge de 16 ans. En 1716, il est admis à Middle Temple. Il hérite du domaine de Suffield en 1726. Il épouse Elizabeth Britiffe, fille de Robert Britiffe, enregistreur de Norwich le 25 avril 1732. 

## Carrière

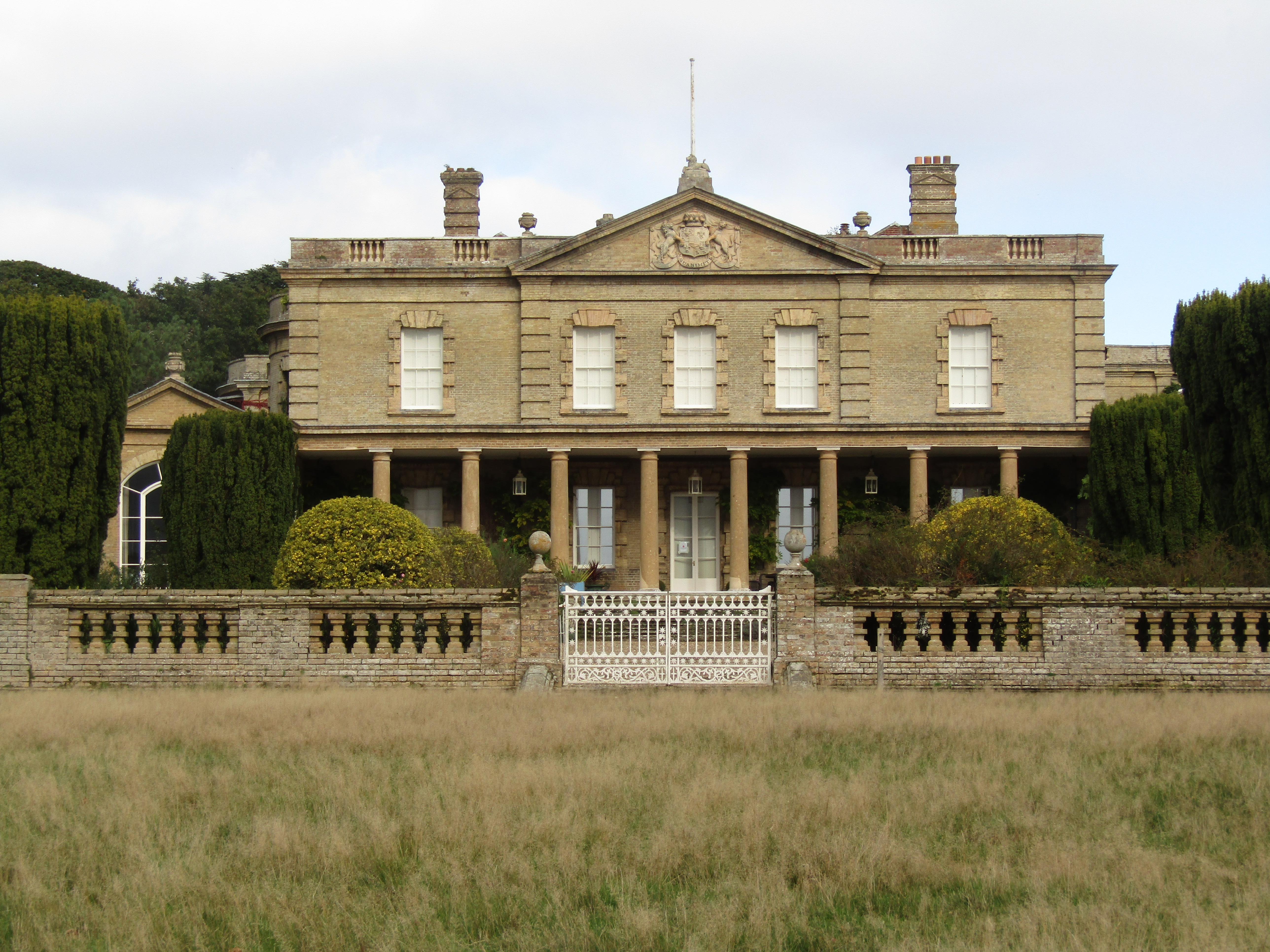
Gunton Hall comprenant des extensions de Harbord Harbord, 1er baron Suffield

Il est élu sans opposition comme député de Bere Alston, parrainé par son voisin John Hobart (1er comte de Buckinghamshire) à une élection partielle le 5 février 1734. À l'élection générale britannique de 1734 malgré le soutien financier de Robert Walpole, il perd à Norfolk. Il est réélu sans opposition en tant que député de Dunwich lors d'une élection partielle le 21 février 1738. À l'élection générale britannique de 1741, il se présente à Bere Alston où il est élu sans opposition. 
En 1742, il hérite des propriétés de Norfolk appartenant au frère de sa mère, Harbord Harbord, et prend le nom de famille Harbord à la place de celui de Morden par licence royale pour respecter les conditions du testament. Dans les années 1740, il commence la construction de Gunton Hall, conçue par l'architecte Matthew Brettingham. Il est fait chevalier compagnon de l'ordre du Bain le 28 mai 1744 et baronnet le 22 mars 1746. Il est de nouveau réélu sans opposition aux élections générales britanniques de 1747. Il a toujours voté pour le gouvernement. Il prend sa retraite à l'élection générale britannique de 1754. 
Il est décédé le 17 février 1770, laissant deux fils. Son fils aîné Harbord (1734-1810) lui succède  comme baronnet. 